# Jednotný katolícky spevník
Jednotný katolícky spevník (abbreviato JKS, "Canzonale cattolico unico") è l'unica raccolta di canti liturgici per il rito romano della Chiesa cattolica in Slovacchia.
Pubblicato per la prima volta nel 1937 è in uso fino ad oggi, cosa che non ha eguali nell'Europa centrale. Concepito fra il 1921 e il 1936 per iniziativa di  mons. Ján Pöstényi, amministratore della Società di Sant'Adalberto, fu compilato dal compositore e maestro del coro Mikuláš Schneider-Trnavský, che compose ben 226 canti degli oltre 500 raccolti nel libro.

## I canzonali precedenti
Nel 1655 era stato stampato a Levoča il libro Cantus catholici, che contiene 290 canti, di cui 227 sono in slovacco occidentale. Altro libro liturgico che rivela dati interessanti sulla liturgia e sulla pastorale, anche perché destinato alle chiese di borghi e villaggi, è il Cantionale Rituale; fu stampato nel 1681: oltre a canti in latino, ne raccoglie altri in slovacco.
Il più recente predecessore dello Jednotný katolícky spevník appare nel 1909 con il titolo Duchovný Spevník Katolícky s rituálom ("Canzonale cattolico spirituale con rituale"), curato da A. Matzenauer. Sebbene la maggior parte dei canti sia in latino, le rubriche sono in slovacco.

## Redattori
I redattori formarono tre distinte commissioni: musicale, liturgica e prosodica. 

### Commissione musicale
- Dr. Dobroslav Orel, professore universitario a Bratislava;
- Jozef Drugopolský, professore a Banská Bystrica;
- Mons. Rudolf Formánek, vicerettore del seminario di Nitra;
- Alojz Pavčo, maestro del coro a Ružomberok;
- Vojtech Holdoš, insegnante a Ružomberok;
- Viliam Páldy, insegnante a Šaľa;
- Ján Fischer, insegnante a Sereď;
- Štefan Pyšný, insegnante a Vrbové.

### Commissione liturgica
- Mons. Dr. Vojtech Wick, professore di teologia a Košice;
- Ján Jalovecký, professore di teologia a Rožňava;
- Dr. Štefan Dubravec, professore e prefetto del seminario di Trnava;
- Karol Jenkei, decano di Jakubov.

### Commissione prosodica
- Pavel Gašparovič-Hlbina, viceparroco a Rosina;
- Viliam Ries-Ivan Javor, parroco a Teplá;
- Ladislav Hohoš, insegnante a Trnava.

La revisione linguistica dei testi fu portata a termine da Anton Augustín Baník, membro del dipartimento linguistico della Matica slovenská.  I testi senza indicazione furono composti da Mikuláš Schneider-Trnavský.

## Il canzonale in cifre
- Contiene 558 canti, di cui:
  - secondo la lingua:
    - 530 in slovacco,
    - 10 in latino,
    - e 18 bilingui latino-slovacchi;

  - secondo l'occasione:
    - 33 per l'Avvento,
    - 75 per il Tempo di Natale,
    - 61 per la Quaresima,
    - 31 per la Settimana santa e il Tempo di Pasqua,
    - 24 per la Santa Messa,
    - 40 per il Santissimo Sacramento,
    - 4 litanie,
    - 77 per le feste della Vergine Maria,
    - 43 per diversi santi,
    - 19 per i defunti,
    - e 151 per occasioni diverse o eccezionali;

  - secondo il compositore:
    - 226 canti di Mikuláš Schneider-Trnavský,
    - 332 canti popolari tradizionali o di altro autore.